# Терехов, Борис Павлович
Борис Павлович Терехов — советский хозяйственный, государственный и политический деятель.

## Биография
Родился в 1916 году во Владимире. Член КПСС с 1943 года.
Участник Великой Отечественной войны. С 1946 года — на хозяйственной, общественной и политической работе. В 1946—1984 гг. — в аппарате Министерства мебельной промышленности Украинской ССР, на инженерных и руководящих должностях в Министерстве деревообрабатывающей промышленности, Госплане, Совете народного хозяйства Молдавской ССР, министр мебельной и деревообрабатывающей промышленности Молдавской ССР.
Избирался депутатом Верховного Совета Молдавской ССР 8-го, 9-го и 10-го созывов.
Умер в Красноярске после 1985 года.